# Euhesma hemichlora
Euhesma hemichlora är en biart som först beskrevs av Cockerell 1914.  Euhesma hemichlora ingår i släktet Euhesma och familjen korttungebin. Inga underarter finns listade i Catalogue of Life.

## Bildgalleri

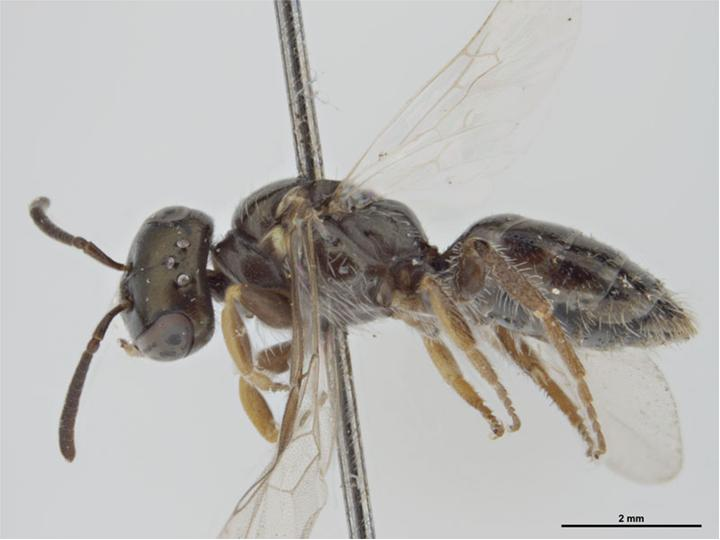
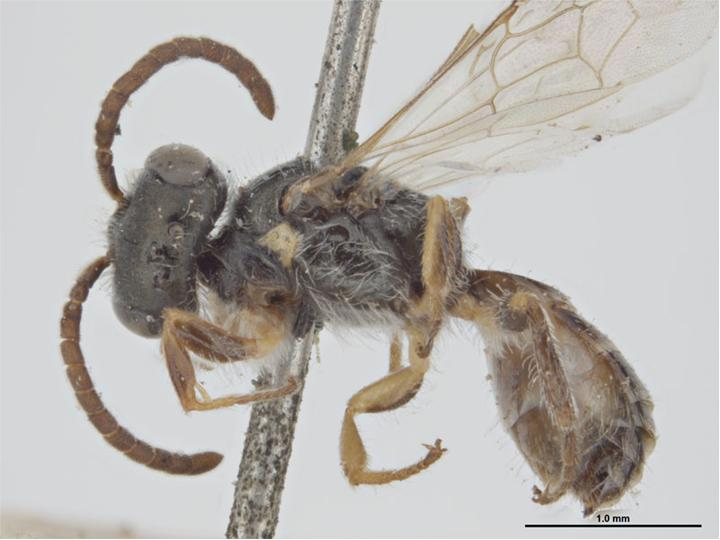